# Salman Gambarov
Salman Gambarov (en azéri : Salman Qəmbərov) ; 18 avril 1959, Bakou) - est un musicien de jazz azerbaïdjanais.

## Biographie
Salman Husseyn oghlu est musicien de jazz, théoricien-musicologue et compositeur de jazz,.
Sa mère Soura, la fille d’un chanteur d’opéra connu Husseynagha Hadjibababeyov, lui a insufflé l’amour de la musique dès son enfance. Déjà, à l’âge de quatre ans, Salman joue et reprend au piano des compositions classiques compliquées. Plus tard, à l’école de musique Bul-Bul, Salman ravit par son interprétation extraordinaire et une approche particulière de la musique.
Comme pianiste, il poursuit son éducation au Conservatoire national azerbaïdjanais Uzeïr Hadjibeyov, qu’il termine comme  théoricien-musicologue (1978 - 1983) et compositeur (1986 — 1990, classe du prof. I.Hadjibeyov). Étant étudiant, Salman étudie sérieusement le jazz. Selon ses paroles, «le jazz, c’est une musique, qui combine tout en soi ». 
Sa conception musicale, son goût et ses facultés se définissent et se forment pendant ces années. 
L’étude de la composition l’amène à la synthèse profonde de la base déjà existant avec les recherches créatives. Le premier œuvre de Salman Gambarov « Variation pour le piano » remporte le premier prix au concours de l’Union Soviétique à Moscou, en 1987.
En 1996, Salman Gambarov crée le groupe «Bakustic Jazz», dont les musiciens changent en fonction des tâches et des projets envisagés. Ainsi, «Bakustic Jazz» apparaît  successivement sous diverses formes : d’abord, mainstream, basé sur les traditions cool, Post-ball des maîtres tels que Evans, Kate Jarret, Henkok, Rubalkaba et d’autres, dans l’interprétation de combo habituel (souvent accompagné des voix des musiciens pop. Ensuite il s’adresse à la fusion, au jazz modal (participation avec Jamil Amirov, A. Bayramova au Festival de jazz oriental en Allemagne, en 1999). «Bakustic Jazz» se produit  au jazz-club de Bakou, d’Odessa, de Tbilissi, de Varsovie, de Berlin, de Chicago, de Bâle et de Moscou. Son groupe «Bakustic Jazz» participe aux festivals d’Azerbaïdjan et bien au-delà de ses frontières, tels que GIFT-Tbilissi, Oriental Jazz Fest, Transsib Inter Jazz, « L’art d’improvisation », Caspian Jazz and Blues Festival, Montreux Jazz Festival, Culturescapeset, Zelt-Musik-Festival et beaucoup d’autres.
Salman Gambarov est une personne créative hors du cadre habituel. Son attachement à folk jazz se manifeste bien dans la musique écrite pour le film muet « Latif », aussi bien que dans le cadre du projet «East or West?», pour lequel la musique était enregistrée au studio de Londres «The Premises», en 2000.